# De afrikanske skatte
De afrikanske skatte er en dansk oplysningsfilm fra 2003, der er instrueret af Puk Sabber Brysch og Adedayo Adeleke Oydedeji.

## Handling
Filmen præsenterer seerne for hovedpersonen, Ruby Eshun, der introducerer sig selv. Filmen og Ruby tager seerne med til Accra, hovedstaden i Ghana, hvor seerne får indtryk af bylivet og tilværelse som enlig kvinde.